# Trichophaga
Trichophaga is een geslacht van vlinders uit de familie van de echte motten (Tineidae).

## Soorten
- T. abruptella (Wollaston, 1858)
- T. bipartitella (Ragonot, 1892)
- T. cuspidata Gozmány, 1967
- T. desertella Mabille, 1907	)
- T. mormopis Meyrick, 1935
- T. robinsoni Gaedike & Karsholt, 2001
- T. scandinaviella Zagulajev, 1960
- T. swinhoei (Butler, 1884)
- T. tapetzella (Linnaeus, 1758)  - roomtipje